# Division IIIB du Championnat du monde moins de 18 ans de hockey sur glace 2015
Le tournoi de la Division III B du Championnat du monde moins de 18 ans de hockey sur glace 2015 se déroule du 17 au 19 mars 2015 à Auckland en Nouvelle-Zélande.
| \| Localisation de Auckland au Nord de la Nouvelle-Zélande. \| Localisation de Auckland au Nord de la Nouvelle-Zélande. |
| Localisation de Auckland au Nord de la Nouvelle-Zélande.                                                                |

## Aperçu de l'ensemble de la compétition
Le Championnat du monde moins de 18 ans de hockey sur glace 2015 se dispute en plusieurs compétitions distinctes, en fonction des Divisions.
| Tournoi        | Lieu            | Dates               | Nombre de participants | Matches joués |
| -------------- | --------------- | ------------------- | ---------------------- | ------------- |
| Division élite | Zoug et Lucerne | 16 au 26 avril 2015 | 10                     | 30            |
| Division IA    | Debrecen        | 12 au 18 avril 2015 | 6                      | 15            |
| Division IB    | Maribor         | 12 au 18 avril 2015 | 6                      | 15            |
| Division IIA   | Tallin          | 22 au 28 mars 2015  | 6                      | 15            |
| Division IIB   | Novi Sad        | 15 au 23 mars 2015  | 6                      | 15            |
| Division IIIA  | Taipei          | 22 au 28 mars 2015  | 6                      | 15            |
| Division IIIB  | Auckland        | 17 au 19 mars 2015  | 3                      | 3             |

Le groupe principal (Division Élite) regroupe 10 équipes réparties en deux poules de 5 qui disputent un tour préliminaire. Les 4 premiers de chaque poule sont qualifiés pour les quarts de finale. Les derniers de chaque poule disputent une poule de maintien jouée au meilleur des 3 matches. Le perdant est relégué en Division IA pour l'édition 2016.
Pour les autres divisions qui comptent 6 équipes (sauf la Division III B qui en compte 3), les équipes s’affrontent entre elles et, à l'issue de cette compétition, le premier est promu dans la division supérieure et le dernier est relégué dans la division inférieure.
Lors des phases de poule, les points sont attribués ainsi :
- victoire : 3 points ;
- victoire en prolongation ou aux tirs de fusillade : 2 points ;
- défaite en prolongation ou aux tirs de fusillade : 1 point ;
- défaite : 0 point.

## Matches
| 17 mars 2015 | Hong Kong | 5-8 (1-3, 2-1, 2-4) | Nouvelle-Zélande | Paradice Botany 500 spectateurs |

| Feuille de match    | Feuille de match | Feuille de match                                    | Feuille de match | Feuille de match                                     |
| ------------------- | --- | --------------------------------------------------- | --- | ---------------------------------------------------- |
|                     | - C.P.J. Cheng (L.K. Lo, H.M.H. ui) — 9 min 29 s - L.K. Lo (H.M.H. Lui) — 22 min 22 s C.P.J. Cheng (C.J. Tse) — 34 min 44 s (SN) - L.K. Lo (H.M.H. Lui) — 41 min 15 s - H.M.H. Lui (H.Y. Tsang, C.J. Tse) — 57 min 12 s (SN) | 0-1 1-1 1-2 1-3 2-3 3-3 3-4 4-4 4-5 4-6 4-7 4-8 5-8 | R. Vortanov (T. Carson-Pratt, H. Macharg) — 9 min 3 s - B. Harford — 16 min 33 s H. Johnston (R. Vortanov, H. Macharg) — 19 min 13 s (SN) - H. Macharg (B. Harford) — 37 min 21 s (IN) - R. Vortanov — 44 min 51 s M. Kennedy (S. Brown) — 49 min 25 s (IN) H. Macharg (T. Carson-Pratt, T. Pugh) — 54 min 8 s (IN) S. Brown (M. Kennedy, T. Rooney) — 54 min 39 s (IN) - | Arbitrage : Dean Smith Oliver Finch Kensuke Kanazawa |
| Jonathan Yifeng Han | Gardiens | Michael Jessup                                      | | Arbitrage : Dean Smith Oliver Finch Kensuke Kanazawa |
| 6 min               | Pénalités | 18 min                                              | | Arbitrage : Dean Smith Oliver Finch Kensuke Kanazawa |
| 36                  | Tirs | 40                                                  | | Arbitrage : Dean Smith Oliver Finch Kensuke Kanazawa |

| 18 mars 2015 | Turquie | 9-1 (3-0, 5-0, 1-1) | Hong Kong | Paradice Botany 200 spectateurs |

| Feuille de match | Feuille de match | Feuille de match                               | Feuille de match                          | Feuille de match                                        |
| ---------------- | --- | ---------------------------------------------- | ----------------------------------------- | ------------------------------------------------------- |
|                  | E. Ulas — 8 min 22 s S. Kavaz — 19 min 5 s (IN) H. Salt (O. Kars, F. Faner) — 19 min 31 s (IN) C. Kaya (E. Savas) — 20 min 51 s S. Bingol (B. Kizilkaya) — 22 min 37 s B. Kizilkaya (F. Faner, H. Secer) — 31 min 36 s F. Taygar (H. Secer) — 32 min 19 s F. Taygar (H. Secer) — 35 min 52 s - C. Kaya (H. Secer) — 57 min 17 s | 1-0 2-0 3-0 4-0 5-0 6-0 7-0 8-0 8-1 9-1        | - C.P.J. Cheng (C.K. Lee) — 49 min 39 s - | Arbitrage : Shinichi Tazikawa Oliver Finch Chris Watson |
| Muhammed Karagul | Gardiens | Jonathan Yifeng Han (51:46) Man Ho Lam (08:14) |                                           | Arbitrage : Shinichi Tazikawa Oliver Finch Chris Watson |
| 10 min           | Pénalités | 8 min                                          |                                           | Arbitrage : Shinichi Tazikawa Oliver Finch Chris Watson |
| 52               | Tirs | 17                                             |                                           | Arbitrage : Shinichi Tazikawa Oliver Finch Chris Watson |

| 19 mars 2015 | Nouvelle-Zélande | 4-5 (1-2, 1-1, 2-2) | Turquie | Paradice Botany 700 spectateurs |

| Feuille de match | Feuille de match | Feuille de match                    | Feuille de match | Feuille de match                                     |
| ---------------- | --- | ----------------------------------- | --- | ---------------------------------------------------- |
|                  | L. Fraser (M. Rawiri) — 3 min 57 s (SN) - T. Carson-Pratt — 31 min 12 s M. Kennedy (H. Macharg) — 44 min 10 s (2 SN) S. Brown (T. Rooney) — 46 min 42 s - | 1-0 1-1 1-2 1-3 2-3 3-3 4-3 4-4 4-5 | - S. Takar (S. Kavaz) — 7 min 33 s (SN) O. Kars (F. Faner, S. Kavaz) — 17 min 8 s (SN) S. Bingol (Y. Kars, F. Taygar) — 21 min 30 s - S. Kavaz (O. Kars) — 52 min 58 s B. Kizilkaya (H. Secer) — 53 min 56 s | Arbitrage : Dean Smith Kensuke Kanazawa Chris Watson |
| Michael Jessup   | Gardiens | Muhammed Karagul                    | | Arbitrage : Dean Smith Kensuke Kanazawa Chris Watson |
| 24 min           | Pénalités | 20 min                              | | Arbitrage : Dean Smith Kensuke Kanazawa Chris Watson |
| 27               | Tirs | 34                                  | | Arbitrage : Dean Smith Kensuke Kanazawa Chris Watson |

## Classement final
| Clt   | Équipe               | PJ | V | VP | D | DP | BP | BC | Diff | Pts |
| ----- | -------------------- | -- | - | -- | - | -- | -- | -- | ---- | --- |
| +001, | Turquie              | 2  | 2 | 0  | 0 | 0  | 14 | 5  | +9   | 6   |
| +002, | Nouvelle-Zélande (R) | 2  | 1 | 0  | 1 | 0  | 12 | 10 | +2   | 3   |
| +003, | Hong Kong            | 2  | 0 | 0  | 2 | 0  | 6  | 17 | -11  | 0   |

- Promu en Division IIIA en 2016

## Récompenses individuelles
Meilleurs joueurs
- Meilleur gardien : Muhammed Karagul (Turquie)
- Meilleur défenseur : Fatih Faner (Turquie)
- Meilleur attaquant : Harrison Macharg (Nouvelle-Zélande)

| Clt | Joueur                 | Équipe           | PJ | B | A | Pts | Pun | +/- |
| --- | ---------------------- | ---------------- | -- | - | - | --- | --- | --- |
| 1   | Harrison Macharg       | Nouvelle-Zélande | 2  | 2 | 3 | 5   | 4   | +1  |
| 2   | Huseyin Secer          | Turquie          | 2  | 0 | 5 | 5   | 0   | +7  |
| 3   | Sefa Kavaz             | Turquie          | 2  | 2 | 2 | 4   | 2   | +1  |
| 4   | Ho Ming Hemran Lui     | Hong Kong        | 2  | 1 | 3 | 4   | 6   | -2  |
| 5   | Chung Pan Justin Cheng | Hong Kong        | 2  | 3 | 0 | 3   | 0   | -4  |
| 6   | Shaun Brown            | Nouvelle-Zélande | 2  | 2 | 1 | 3   | 0   | +2  |
| 6   | Mason Kennedy          | Nouvelle-Zélande | 2  | 2 | 1 | 3   | 0   | -1  |
| 6   | Burak Kizilkaya        | Turquie          | 2  | 2 | 1 | 3   | 0   | +5  |
| 6   | Linus Kim Lo           | Hong Kong        | 2  | 2 | 1 | 3   | 2   | -4  |
| 6   | Fatih Taygar           | Turquie          | 2  | 2 | 1 | 3   | 6   | +4  |

| Clt | Joueur              | Équipe           | PJ | Min      | BC | Moy  | %Arr  | Bl |
| --- | ------------------- | ---------------- | -- | -------- | -- | ---- | ----- | -- |
| 1   | Muhammed Karagul    | Turquie          | 2  | 100 h    | 5  | 2,50 | 88,64 | 0  |
| 2   | Michael Jessup      | Nouvelle-Zélande | 2  | 100 h    | 10 | 5,06 | 85,71 | 0  |
| 3   | Jonathan Yifeng Han | Hong Kong        | 2  | 111 h 46 | 15 | 8,05 | 82,14 | 0  |